# Bolobo
Bolobo est une localité, chef-lieu du territoire éponyme de la province du Mai-Ndombe en république démocratique du Congo.

## Géographie
Située sur la rive gauche du fleuve Congo, elle est desservie par la route RS204 à 346 km à l'ouest du chef-lieu provincial Inongo.

## Histoire
- Si vous ne connaissez pas le sujet, laissez ce bandeau (vous pouvez alors contacter les auteurs).
- Si vous supprimez le contenu mis en cause (vous pouvez préalablement contacter les auteurs),

argumentez précisément cette suppression dans la page de discussion
(un manque de référence n'est pas un argument ; une recherche réelle de référence doit avoir été effectuée, être formellement documentée).
La cité de Bolobo est habitée par trois peuples. Selon l'histoire les Nunu-Bobangi, qui ont émigré de la rivière Oubangui se sont installés sur la rive gauche du fleuve Congo, de Lokolela à Bolobo. Arrivés en premier par rapport aux deux autres peuples, les Tienés (Batende) et les Tékés, les Nunu-bobangi ont appelé leur nouveau village Bolobo, du nom de leur village d'origine situé sur la rive gauche de la rivière Oubangi. Ce fut le cas pour les noms de tous les villages Nunu-Bobangi (Misongo, Molumbu, Bodzandongo Nkolo  Yumbi, Lokolela , etc. qui tirent leur origine de ce qui furent autrefois leurs villages, dont certains comme Molumbu, Misongo, Bobangi, existent encore jusqu'aujourd'hui) Les Nunu-bobangi seront rejoints plus tard par les Tienés qui eux étaient des chasseurs-cultivateurs venus de la forêt et enfin par les Tekes.
Au sein de l'État indépendant du Congo, Bolobo fut l'un des premiers postes officiels, fondé en 1881 (ou 1882 selon d'autres sources) par l'agent de l'Association internationale africaine Edmond Hanssens. 
En août 1883, alors que Henry Morton Stanley remonte le fleuve Congo vers les Stanley Falls, il constate que  la station de Bolobo a été incendiée. Stanley parvint à pacifier la station à la mi-septembre 

## Administration
Chef-lieu de territoire de 22 063 électeurs enrôlés pour les élections de 2018, la localité a le statut de commune rurale de moins de 80 000 électeurs, elle aura 7 conseillers municipaux.

## Population
Le recensement de la population date de 1984, l'accroissement annuel est estimé à 2,49,.
| 1984   | 2004   | 2012   |
| ------ | ------ | ------ |
| 15 000 | 27 166 | 33 067 |

## Personnalité liée a la commune
- Alfred Liyolo, (1943-2019), sculpteur né a Bolobo.
- Ndondoboni Mobonda, (1944-1993), homme politique.